# Rachid Nadji
Rachid Nadji (en arabe : رشيد ناجي), né le 15 avril 1989 à Dellys en Algérie, est un footballeur algérien, évoluant au poste d'attaquant au CA Batna.

## Biographie
Le 15 janvier 2013, il inscrit deux buts en championnat face au club du MC El Eulma. Le 26 avril 2014, il récidive en inscrivant un doublé contre l'équipe du MO Béjaïa

## Palmarès
- Champion d'Algérie en 2012, 2013, 2016 et 2017
- Vainqueur de la Coupe d'Algérie en 2012